# Smrje
Smrje je naselje na Krasu v Občini Ilirska Bistrica.
Smrje so gručasto naselje na sv. robu Brkinov nad reko Reko, na slemenu med Smrskim in Brejščkovim potokom. Njive in travniki so j. v povirju Brejščkovega potoka in na kopasti vzpetini Javorščici (469 m) j. od naselja. Na bolj strmih pobočjih se obdelovalne površine zaraščajo. Pobočja proti osrednjim Brkinom so porasla z gozdom. K naselju spada še nekdanji mlin pri Bridovcu z jezom na reki Reki in Novakova domačija z lepo ohranjeno hišo s črno kuhinjo, ki je bila zgrajena leta 1856 in mlinom, ki je bil zgrajen že prej. Mlin stoji v bližini rečne struge. Do njega je speljan kanal - mlinščica, v katerem je bilo možno regulirati vodo. Na drugi strani kanala je bila žaga, ki je sedaj ni več.
Podružnična cerkev sv. Janeza Krstnika je bila zgrajena leta 1644. Masiven ladijski obok iz 17. stoletja počiva na močnih pilastrih kvadtatnega prereza. Glavni klasicistični kamniti oltar iz leta 1800 dopolnjujejo kvalitetni kipi, ki so pripisani reški kamnoseški delavnici družine Capovilla. Slika Krst v Jordanu je delo A. Herrleina iz leta 1799. Zaključek zvonika iz kamnitih volut je iz začetka 19. stoletja. 